# FK Tekstilac Odžaci
Fudbalski Klub Tekstilac Odžaci (serb.: Фудбалски Kлуб Текстилац Оџаци) – serbski klub piłkarski z siedzibą w Odžaci (w okręgu zachodniobackim, w Wojwodinie). Został utworzony w 1919 roku, jako Odžački Sportski Klub. Obecnie występuje w Prva liga Srbije. Największym rywalem drużyny jest klub OFK Odžaci.

## Stadion
Klub rozgrywa swoje mecze domowe na stadionie Stadion Gradski w Odžaci, który może pomieścić 3,000 widzów.

## Sezony
| Sezon                          | Liga                                  | Poziom | Miejsce |
| Federalna Republika Jugosławii |                                       |        |         |
| 1999/00                        | Srpska liga (Grupa Vojvodina)         | III    | 13      |
| 2000/01                        | Srpska liga (Grupa Vojvodina)         | III    | 11      |
| 2001/02                        | Srpska liga (Grupa Vojvodina)         | III    | 7       |
| 2002/03                        | Srpska liga (Grupa Vojvodina)         | III    | 12      |
| Serbia i Czarnogóra            |                                       |        |         |
| 2003/04                        | Srpska liga (Grupa Vojvodina)         | III    | 8       |
| 2004/05                        | Srpska liga (Grupa Vojvodina)         | III    | 15      |
| 2005/06                        | Srpska liga (Grupa Vojvodina)         | III    | 13      |
| Serbia                         |                                       |        |         |
| 2006/07                        | Srpska liga (Grupa Vojvodina)         | III    | 6       |
| 2007/08                        | Srpska liga (Grupa Vojvodina)         | III    | 13      |
| 2008/09                        | Srpska liga (Grupa Vojvodina)         | III    | 15      |
| 2009/10                        | Srpska liga (Grupa Vojvodina)         | III    | 11      |
| 2010/11                        | Srpska liga (Grupa Vojvodina)         | III    | 9       |
| 2011/12                        | Srpska liga (Grupa Vojvodina)         | III    | 7       |
| 2012/13                        | Srpska liga (Grupa Vojvodina)         | III    | 8       |
| 2013/14                        | Srpska liga (Grupa Vojvodina)         | III    | 14      |
| 2014/15                        | Srpska liga (Grupa Vojvodina)         | III    | 16      |
| 2015/16                        | Zonska liga (Bačka zona)              | IV     | 13      |
| 2016/17                        | Zonska liga (Vojvodinska liga Sjever) | IV     | 12      |
| 2017/18                        | Zonska liga (Vojvodinska liga Sjever) | IV     | 6       |
| 2018/19                        | Zonska liga (Vojvodinska liga Sjever) | IV     | 13      |
| 2019/20                        | Zonska liga (Vojvodinska liga Sjever) | IV     | 10 *    |
| 2020/21                        | Zonska liga (Vojvodinska liga Sjever) | IV     | ?       |

 * Z powodu sytuacji epidemicznej związanej z koronawirusem COVID-19 rozgrywki sezonu 2019/2020 zostały zakończone po rozegraniu 17 kolejek.

## Sukcesy
- mistrzostwo Zonskiej ligi (IV liga) (6x): 1958, 1962, 1975, 1983, 1987 i 1999. (awanse do Srpskiej ligi).
- mistrzostwo Područnej fudbalskiej ligi – Grupa Novi Sad (V liga) (1x): 1993 (awans do Zonskiej ligi).
- wicemistrzostwo Srpskiej ligi – Grupa Sjever (III liga) (1x): 1963.